# Linha de Goyder

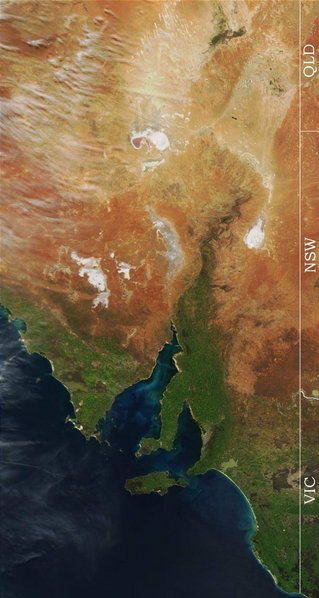
Imagem de satélite mostrando o contraste entre a vegetação e o deserto na Austrália Meridional. George Goyder proveu os meios para o maior conhecimento dos limites para a agricultura na Austrália Meridional.

Linha de Goyder é uma linha que corre a uma certa distância da costa no sentido leste-oeste ao longo da Austrália Meridional e que separa efetivamente as regiões com precipitação anual média superior ou inferior a 250 mm. Ao norte da linha de Goyder a precipitação média anual usualmente é baixa demais para suportar a agricultura, com a terra suportando apenas a pastagem. Além disso, há uma grande distinção no que se refere à vegetação. Ao sul da linha, a vegetação predominante é a de sub-bosques e matagais de Mallee, enquanto o predomínio ao norte é da vegetação xerófita.

## História
Com não mais de 30 anos de conhecimento das terras australianas, os fazendeiros precisavam de informações confiáveis sobre o clima e as condições de cultivo. Em 1865, George Goyder, o agrimensor-geral da então colônia da Austrália Meridional, foi encarregado de mapear a fronteira entre essas áreas que recebiam quantidade suficiente de vegetação e as que estavam frequentemente sujeitas à seca. Após cavalgar aproximadamente 3 200 km, não incluindo a península de Eyre, em novembro de 1865 Goyder entregou seu relatório e o mapa ao governo local em 6 de dezembro. O mapa incluiu uma linha de demarcação, com as áreas situadas ao norte consideradas como "sujeitas à seca", com as áreas situadas ao sul consideradas terra arável. Ele desencorajou os fazendeiros a plantarem quaisquer cultivos ao norte da linha, declarando que tais áreas eram adequadas somente para uso leve, não intensivo (pastagem).
Muitas chuvas caíram em 1865, estimulando os fazendeiros a ignorar o relatório de Goyder e a se assentarem ao norte da linha, iniciando cultivos e fazendas. A ideia de que "a chuva segue o arado", desenvolvida durante a expansão agrícola para oeste nos Estados Unidos, encorajou essa tendência. Poucos anos mais tarde, muitos fazendeiros tiveram de abandonar suas propriedades. A terra mostrou-se de fato inadequada à agricultura e o estudo de Goyder mostrou-se correto. Muitas ruínas de sedes de fazendas podem ser vistas nas imediações da linha de Goyder. Houve outros períodos de desenvolvimento ao norte da linha mas, invariavelmente, as condições adversas provaram-se decisivas. Localidades e fazendas inteiras foram abandonadas quando houve o retorno ao padrão de longo prazo de precipitações. A linha provou-se altamente acurada; um feito notável, dado o conhecimento relativamente limitado do clima local à época do levantamento.
Em dezembro de 2015, o climatologista Peter Hayman reconheceu que a tendência corrente de aquecimento e seca do clima regional na Austrália Meridional pode definitivamente fazer com que a linha de Goyder se desloque para o sul.
A linha começa na costa oeste próximo a Ceduna e corre na direção sudoeste através da Península de Eyre para chegar ao Golfo Spencer próximo a Arno Bay. Dali continua próximo a Moonta, ao norte de Crystal Brook e Orroroo, tomando rumo sudeste a Peterborough e Burra, até a divisa com o estado vizinho de Vitória. A agricultura só é possível ao norte da linha próxima ao Rio Murray em função da irrigação utilizando água do rio. Ao sobrevoar a área, a diferença da vegetação permite ver aproximadamente o caminho feito pela linha de Goyder.
A linha de Goyder tornou-se ícone do Patrimônio Nacional da Austrália em 2003.